# アルコール乱用

薬物に関する専門家による、乱用薬物の有害性の順位付け。（デビッド・ナットら、薬物に関する独立科学評議会（ISCD）、『ランセット』、2010年、。）

アルコール乱用（アルコールらんよう、Alcohol abuse）とは、有害なエタノール利用を繰り返す行為に対してのネガティブな精神医学的診断名である。酒害（）ともされ、「飲酒」に起因する身体的・社会的害悪を示す。酒害者（）は断酒会で用いられる言葉で、飲酒者本人、とりわけアルコール依存症であって断酒を目指す者をさす。
乱用者には二種類のタイプがあり、ひとつは反社会的で喜びを追い求める人、もう一つは不安を抱え長期間断酒しているが、しかし一度飲み始めると自分自身をコントロールできない人である。また過度飲酒も一つの乱用タイプであり、最も過度の飲酒をするのは英国の青年層である。
世界のアルコールによる死者は、WHOは毎年250万人（総死亡の5.9%）、OECDは毎年約330万人と推定している。またアルコールによる生産性損失は、EU全体においては590億ユーロとOECDは推定している。

## 定義

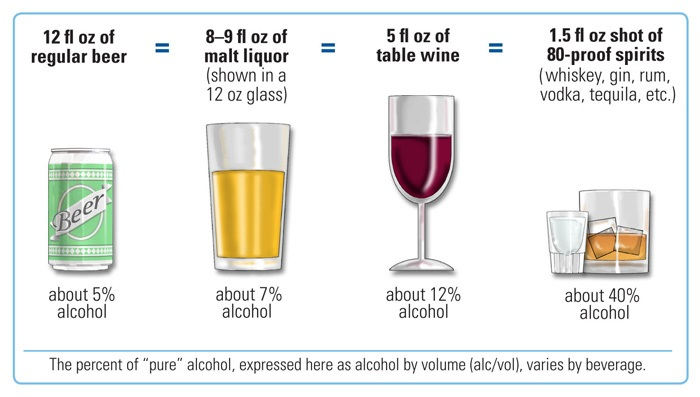
米国での単位（Standard drink）

過度飲酒（binge drinking）は、米国においては男性で5単位(Standard drink)以上、女性で4単位以上の飲酒と定義されている。それを超えると、ヴァンダリズム、喧嘩、暴力行動、怪我、飲酒運転、警察とのトラブル、健康への悪影響、社会経済的・法的問題をまねく確率が増加する。さらに過度飲酒は、前頭葉処理の神経認知欠損、ワーキングメモリの不全、聴覚遅延、言語記憶障害らと関連づけられている。
月曜日は、過度飲酒および職場に出勤することへのストレスによって、心臓発作で死亡する要素の一つとなっている。アルコール依存症となるリスクは、男性で毎週15単位以上、女性で12単位以上飲酒している場合に大幅に高まる。
過度飲酒を防止する一つの方法は、法的飲酒年齢を上げることと言われている。

## 症状

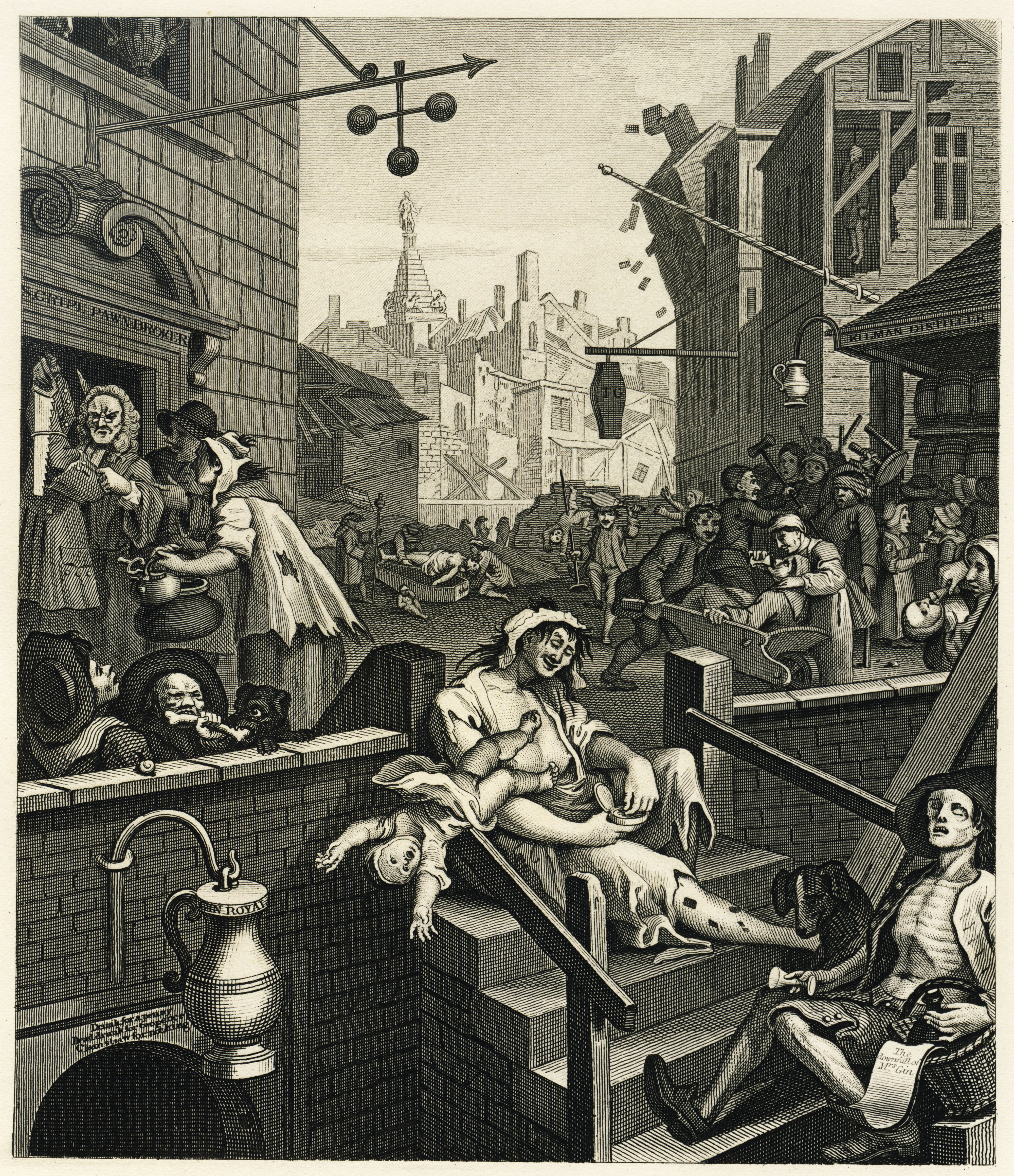
ジン横丁（ウィリアム・ホガース,1751年）

身体的害悪は飲酒者本人への害である。急性アルコール中毒死、酩酊状態における交通事故、身体の不調などがある。また習慣的な多量飲酒は、生活習慣病、がん、うつ、認知症、消化器その他の内臓疾患などのリスクを高める。社会的害悪は、飲酒者周辺への害である。第三者に対しては飲酒運転、暴力、労働災害など、家族に対してはDV、虐待などを引き起こし家族のストレス、トラウマ、労苦は大きい。

### 胎児

産婦の飲酒禁止を呼びかけるラベル

妊娠時の飲酒は胎児性アルコール症候群を引き起こす。

## 社会と文化

### 世界
| 性別 | 教育レベル | 豪州 | カナダ | イングランド | フィンランド | フランス | ドイツ | ハンガリー | アイルランド | 日本 | 韓国 | スペイン | スイス | 米国 |
| ---- | ---------- | ---- | ------ | ------------ | ------------ | -------- | ------ | ---------- | ------------ | ---- | ---- | -------- | ------ | ---- |
| 男性 | 低学歴     | 15%  | 6%     | 18%          | 13%          | 2%       | 11%    | 7%         | 10%          | 25%  | 30%  | 16%      | 10%    | 13%  |
| 男性 | 中学歴     | 18%  | 7%     | 21%          | 16%          | 3%       | 12%    | 7%         | 10%          | 24%  | 24%  | 12%      | 9%     | 10%  |
| 男性 | 高学歴     | 12%  | 6%     | 23%          | 15%          | 2%       | 15%    | 4%         | 9%           | 20%  | 15%  | 13%      | 8%     | 8%   |
| 女性 | 低学歴     | 8%   | 1%     | 9%           | 3%           | 1%       | 4%     | 1%         | 2%           | 4%   | 5%   | 4%       | 3%     | 4%   |
| 女性 | 中学歴     | 10%  | 2%     | 15%          | 4%           | 1%       | 5%     | 1%         | 3%           | 6%   | 4%   | 5%       | 3%     | 4%   |
| 女性 | 高学歴     | 11%  | 3%     | 20%          | 6%           | 1%       | 9%     | 1%         | 3%           | 5%   | 2%   | 6%       | 5%     | 4%   |

### 日本
日本においては、飲酒による死亡者は3万4988人（2008年）で、総死亡の3.1%を占めており、その社会的費用は4兆1483億円と推定されている（2008年）。
アルコール依存者は80万人と推定されているが、うちその95%が未治療のままであった。
多量飲酒者857万人
アルコール依存者とその予備軍440万人
治療が必要なアルコール依存者80万人（うち、治療につながった患者は5%）

## 予防
アルコールの価格を手頃ではない価格に設定することは、アルコール問題を削減する最も適切な方法だとNICEは勧告している。また、ある地域におけるアルコール販売店の店舗数と、販売時間帯を削減することも効果的な方法であると報告されている。さらにアルコールの広告への露出を減らすことで、子供や若者に影響を保護できるという証拠がある。
国民保険サービス (NHS) の従事者については、成人受診者に対しては日常業務としてアルコールのスクリーニング検査を行うことは不可欠であると勧告されている。